# 瑞沢渓
瑞沢 渓（みずさわ けい、1975年9月14日 - ）は、日本の声優。イエローテイル所属。長崎県出身。

## 人物像
映像テクノアカデミア卒業。旧芸名は堀池 円。俳優の堀池直毅は実弟。
趣味は芝居鑑賞・イラスト。特技は剣道。

## 出演
太字はメインキャラクター。

### テレビアニメ
2008年
- 恋姫†無双（2008年 - 2010年、周瑜） - 2シリーズ

2011年
- IS 〈インフィニット・ストラトス〉（2011年 - 2013年、クラリッサ・ハルフォーフ） - 2シリーズ
- 真剣で私に恋しなさい!!（マルギッテ・エーベルバッハ）
- ましろ色シンフォニー（八塚万智）

2013年
- フォトカノ（前田の母親）
- ワルキューレロマンツェ（スィーリア・クマーニ・エイントリー）

2014年
- 失われた未来を求めて（支倉愛理）
- 大図書館の羊飼い（多岐川葵）

2015年
- グリザイアシリーズ（日下部麻子） - 2シリーズ

2017年
- Rewrite（講師）
- Dies irae（2017年 - 2018年、櫻井螢、ベアトリス・ヴァルトルート・フォン・キルヒアイゼン） - 2シリーズ

2022年
- ブラック★★ロックシューター DAWN FALL（イサナ）
- プリマドール（支配人）

2023年
- レヱル・ロマネスク2（美人杜氏 右田真闇）

### OVA
- 恋姫†無双 †はわわっDVD七巻はOVAすぺしゃるですよ〜†（2009年、周瑜）
- 真・恋姫†無双 †はにゃDVD第七巻はOVAすぺしゃるなのだ†（2010年、周瑜）
- 真・恋姫†無双 〜乙女大乱〜 †あわわっDVD第七巻はOVAすぺしゃるです〜†（2011年、周瑜）

### 一般ゲーム
2001年
- サラリーマンチャンプ たたかうサラリーマン

2002年
- ビストロ・きゅーぴっと（クレス・ウォーター）

2007年
- 萌え萌え2次大戦(略)（ミハエル）

2008年
- アオイシロ（コハク）
- 大奥記（時子）
- 恋姫†夢想 〜ドキッ☆乙女だらけの三国志演義〜（周瑜）
- スペクトラルフォース ジェネシス（ユヒト、エスプガルーデ）
- パンドラサーガ

2009年
- L2 Love×Loop（マリン）
- カヌチ 黒き翼の章（セラ・ホウダ）
- キラ☆キラ 〜Rock'n'RollShow〜（石動千絵）
- Sweet Honey Coming（紅林司）
- デス・コネクション（キーラ）
- 萌え萌え2次大戦(略)Chu〜♪（シスター、ミハエル）

2010年
- 白騎士物語 -光と闇の覚醒-（エルヴィ）
- ぱすてるチャイムContinue（竜胆沙耶）
- 龍が如く4

2011年
- アンジェリーク 魔恋の六騎士（エヴァ）
- 乙女はお姉さまに恋してるPortable 〜2人のエルダ〜（石動塞）
- 出撃!! 乙女たちの戦場2〜天翔ける衝撃の絆〜（柏原ミサキ）
- ましろ色シンフォニー *mutsu-no-hana（八塚万智）
- 萌え萌え大戦争☆げんだいばーん（ソロヴィ、マールシャル、フェアチャイルド）
- 萌え萌え大戦争☆げんだいばーん+（ソロヴィ、マールシャル、フェアチャイルド）
- 萌え萌え大戦争☆げんだいばーん 3D（ソロヴィ、マールシャル、フェアチャイルド）

2012年
- アガレスト戦記 Mariage（ティタニア）
- 源狼 GENROH（北条政子）
- Dies irae 〜Amantes amentes〜（櫻井螢、ベアトリス・ヴァルトルート・フォン・キルヒアイゼン）
- 真剣で私に恋しなさい!!R（マルギッテ・エーベルバッハ）
- 萌え萌え大戦争☆げんだいばーん++（ソロヴィ、マールシャル、フェアチャイルド）

2013年
- 圧倒的遊戯 ムゲンソウルズZ（スプラ）
- 神咒神威神楽 曙之光（母禮）
- みらくる超パーティPLUS-THE NEWCOMERS-（雲居一輪）

2014年
- アイドル魔法少女ちるちる☆みちる（日下部麻子）
- グリザイアの迷宮 -LE LABYRINTHE DE LA GRISAIA-（日下部麻子）
- 恋姫†演武（周瑜）
- 超ヒロイン戦記（K-86X、クラリッサ）
- FLOWERS 春編（八代譲葉）
- もっと姉、ちゃんとしようよっ! +PLUS（明日原ミサ、シャンティ・スーラ）
- ものべの -pure smile-（とおこ）

2015年
- 三国戦紀WEB（黄芸）
- 大図書館の羊飼い -Library Party-（多岐川葵）
- ChuSingura46+1 -忠臣蔵46+1- V（不破数右衛門）
- なないろリンカネーション（伏見梓）
- 不思議の幻想郷 -THE TOWER OF DESIRE-（雲居一輪）
- FLOWERS 夏編（八代譲葉）
- 雷子（夏侯惇）

2016年
- Dies irae 〜Interview with Kaziklu Bey〜（ベアトリス・キルヒアイゼン）
- 果つることなき未来ヨリ（ユキカゼ・ジーンブラッド）
- FLOWERS 秋編（八代譲葉）

2017年
- 桜花裁き 斬（山南彩花）
- グリザイアの果実 -SIDE EPISODE-（日下部麻子）
- FLOWERS 冬編（八代譲葉）
- ワガママハイスペック（岩隈縁）

2018年
- まいてつ -pure station-（右田真闇）
- さくらさくら -HARU URARA-（須賀萌）

2019年
- 不思議の幻想郷 -ロータスラビリンス-（雲居一輪）

2020年
- ファイナルギア -重装戦姫-（スモラ）

2024年
- レスレリアーナのアトリエ 〜忘れられた錬金術と極夜の解放者〜（エレン）

### ドラマCD
- アオイシロ ドラマCD「青城奇譚」（コハク）
- G線上の魔王 サウンドドラマ-償いの章- 第一・二巻（宇佐美ハル）
- 収穫の十二月「秘湯の十月」（2012年、十和田雪）
- P.B.LオリジナルドラマCD オレ達が勇者さま!?（バウム）
- ましろ色シンフォニー オリジナルドラマシリーズ 第1巻（八塚万智）
- 萌え萌え2次大戦（略）☆デラックス（ミハエル）
- ワルキューレロマンツェ 少女騎士物語（スィーリア・クマーニ・エイントリー）
- 辻堂さんの純愛ロード ドラマCD「辻堂さんのドラマティックロード」 Vol.1」（辻堂愛）

### アダルトゲーム
- すずり先生と26個のエッチなおっぱい（2004年、香月由真）

### 吹き替え

#### 映画
- インビジブル・ターゲット（アイビー）
- ジュラシック・プレデター（ハンプトン〈ティンセル・コーリー〉）
- ホラーバス オノバルと魔王フェルシ（クリス）
- ミート・ザ・ペアレンツ3（アンディ・ガルシア〈ジェシカ・アルバ〉[41]）
- ラスト・アナコンダ（カムペン）

#### テレビドラマ
- イタズラなKiss〜Playful Kiss（ホン・ジャンミ〈チョン・アヨン〉）
- エバーウッド 遥かなるコロラド（マディソン）
- グッド・ワイフ
- ゴースト 〜天国からのささやき（カレン）
- 三国志 Three Kingdoms（李春香）
- J.O.N.A.S.（マリア）
- チャーリー・シーンのハーパー★ボーイズ（ティファニー）
- デクスター 〜警察官は殺人鬼（フランシス、ティーガン）
- HEROES（レイチェル・ミルズ〈テイラー・コール〉）
- フラッシュポイント -特殊機動隊SRU-
- マイスウィートソウル（チャン先輩）
- One Tree Hill シーズン2（ジョアン）
- One Tree Hill シーズン3（ソラリス）

### ラジオ
- G線上の魔王PRESENTS ハルと栄一のハル★イチBANG×2（パーソナリティ、2008年11月7日 - 2009年5月8日）
- 中家姉妹のツインズパラダイス（第22回ゲスト）
- 萌え萌え2次ラジオ☆Chu（第09~10回ゲスト）
- 真・ラジオ恋姫†無双 〜○△×○△×○△×のこと〜（第38~39回、出張版第4回ゲスト）
- 義風堂々!! 〜音語り〜（ラジオドラマパート、#27以降のナレーション担当）

### アルバム
| 発売日         | タイトル   | 収録曲 |
| -------------- | ---------- | --- |
| 2013年12月27日 | Magic hour | - again - daydream - 希望の空 - 東の空が白むころ - 果てしなき空 - Precious Blue - Destiny - Color Of Mind - Magic hour - 永遠の記憶に印させて |

### シリーズ一覧
1. ↑  第1期（2008年）、第3期『真・恋姫†無双 〜乙女大乱〜』（2010年）
2. ↑  第1期（2011年）、第2期『2』（2013年）
3. ↑  第2作『グリザイアの迷宮』（2015年）、第3作『グリザイアの楽園』（2015年）
4. ↑  第1期（2017年）、第2期『To the ring reincarnation』（2018年）